# Сибола (деревня)
Си́бола — деревня в Шумском сельском поселении Кировского района Ленинградской области.

## История
Впервые упоминается в Писцовой книге Водской пятины 1500 года как деревня Сибела в Егорьевском Теребужском погосте Ладожского уезда.
На карте Санкт-Петербургской губернии Ф. Ф. Шуберта 1834 года упоминается как деревня Сибала.

СИБОЛА — деревня принадлежит капитану Крутову, число жителей по ревизии: 49 м. п., 44 ж. п. (1838 год)

СИБОЛЫ — деревня принадлежит разным владельцам, по просёлочной дороге, число дворов — 16, число душ — 52 м. п. (1856 год)

СИБОЛА — деревня владельческая при колодцах, число дворов — 16, число жителей: 61 м. п., 52 ж. п. (1862 год)

В 1865—1866 годах временнообязанные крестьяне деревни выкупили свои земельные наделы у А. А. Ильина и стали собственниками земли.
В 1869—1870 годах временнообязанные крестьяне выкупили свои земельные наделы у Е. О. Зубаревой.
В конце XIX века деревня административно относилась к Шумской волости 1-го стана Новоладожского уезда Санкт-Петербургской губернии, в начале XX века — 4-го стана.
По данным «Памятной книжки Санкт-Петербургской губернии» за 1905 год деревня называлась Сибала.
С 1917 по 1927 год деревня Сибала входила в состав Шумского сельсовета Шумской волости Волховского уезда.
Согласно данным переписи населения СССР 1926 года в деревне Сибала проживали 184 человека — большинство русские, а также цыгане.
С 1927 года в составе Мгинского района.
По данным 1933 года деревня называлась Сибала и входила в состав Шумского сельсовета Мгинского района.

План деревни Сибола. 1941 год

Согласно топографической карте РККА 1941 года деревня насчитывала 42 двора. В центре деревни находилась часовня.
В 1958 году население деревни Сибала составляло 140 человек.
С 1960 года в составе Волховского района.
По данным 1966 и 1973 годов деревня Сибола также находилась в подчинении Шумского сельсовета Волховского района.
По данным 1990 года деревня Сибола входила в состав Шумского сельсовета Кировского района.
В 1997 году в деревне Сибола Шумской волости проживали 37 человек, в 2002 году — также 37 (все русские).
В 2007 году в деревне Сибола Шумского СП — 31, в 2010 году — 35 человек.

## География
Деревня расположена в восточной части района на автодороге 41К-521 (подъезд к дер. Войпала). Расстояние до административного центра поселения — 2 км.
Находится у железнодорожной линии Мга — Волховстрой I. Расстояние до ближайшей железнодорожной станции Войбокало — 3 км.
Деревня Сибола граничит с землями запаса и землями сельскохозяйственного назначения Шумского сельского поселения.

## Демография
| 1862 | 2007 | 2010 | 2011 | 2017 |
| ---- | ---- | ---- | ---- | ---- |
| 113  | ↘31  | ↗35  | ↘26  | ↗29  |

## Инфраструктура
По данным администрации на 2011 год деревня насчитывала 33 дома.